# Mattias Håkansson
Mattias Bo-Erik Håkansson, född 20 februari 1993, är en svensk fotbollsspelare (mittfältare).

## Karriär
Håkansson debuterade i Allsvenskan för Mjällby AIF den 6 augusti 2012 i en 1–0-vinst över Örebro SK.
I december 2015 värvades Håkansson av Trelleborgs FF, där han skrev på ett tvåårskontrakt. Håkansson gjorde debut för klubben i Superettan den 4 april 2016 mot IFK Värnamo (0–0). Den 23 december 2019 förlängde han sitt kontrakt med två år. Efter säsongen 2021 lämnade Håkansson klubben.